# کریستال دی‌سوزا
کریستال دی‌سوزا (به انگلیسی: Krystle D'Souza) (زاده ۱ مارس ۱۹۹۰) بازیگر هندی است.
از کارهای معروف او می‌توان به بازی در فیلم چهره اشاره کرد.